# Dave MacLeod
Dave MacLeod (* 17. července 1978) je skotský sportovní lezec, který jako první přelezl sólo cestu obtížnosti 8c (11-). Napsal příručky o lezení a objevil se také v dokumentech o lezení. Jeho kniha 9 z 10 lezců.. má také několik překladů.

## Skalní lezení
- 2006: Rhapsody, E11 7a, Dumbarton Rock, pravděpodobně nejtěžší tradiční cesta ve Skotsku
- 2008: Darwin Dixit, 8c, sólo, 15 m, Margalef, Španělsko
- Echo wall, E11
- A Muerte, 9a, Siurana, Španělsko
- Metalcore, 8c+, The Anvil
- L'Odi Social, 8c+, Siurana
- Ring of Steall, 8c+, nejtěžší sportovní cesta ve Skotsku
- Pressure Font, 8B - nejtěžší boulder ve Skotsku

## Dílo
- 2007: How to climb hard trad (anglicky)
- 2009: 9 out of 10 climbers make the same mistakes, ISBN 9780956428103 (anglicky)
- 2015: Make or break, ISBN 9780956428134 (anglicky)

### Film
- 2006: E11
- 2007: To Hell and Back
- 2007: Committed Volume 1
- 2008: Echo Wall
- 2008: Committed Volume 2
- 2010: The Great Climb
- 2010: Ben Nevis: Výstup do mraků
- 2011: The Long Hope
- 2012: Climbing - No Limits
- 2013: The First Great Climb
- 2014: Redemption: The James Pearson Story